# Wzgórza Lewińskie

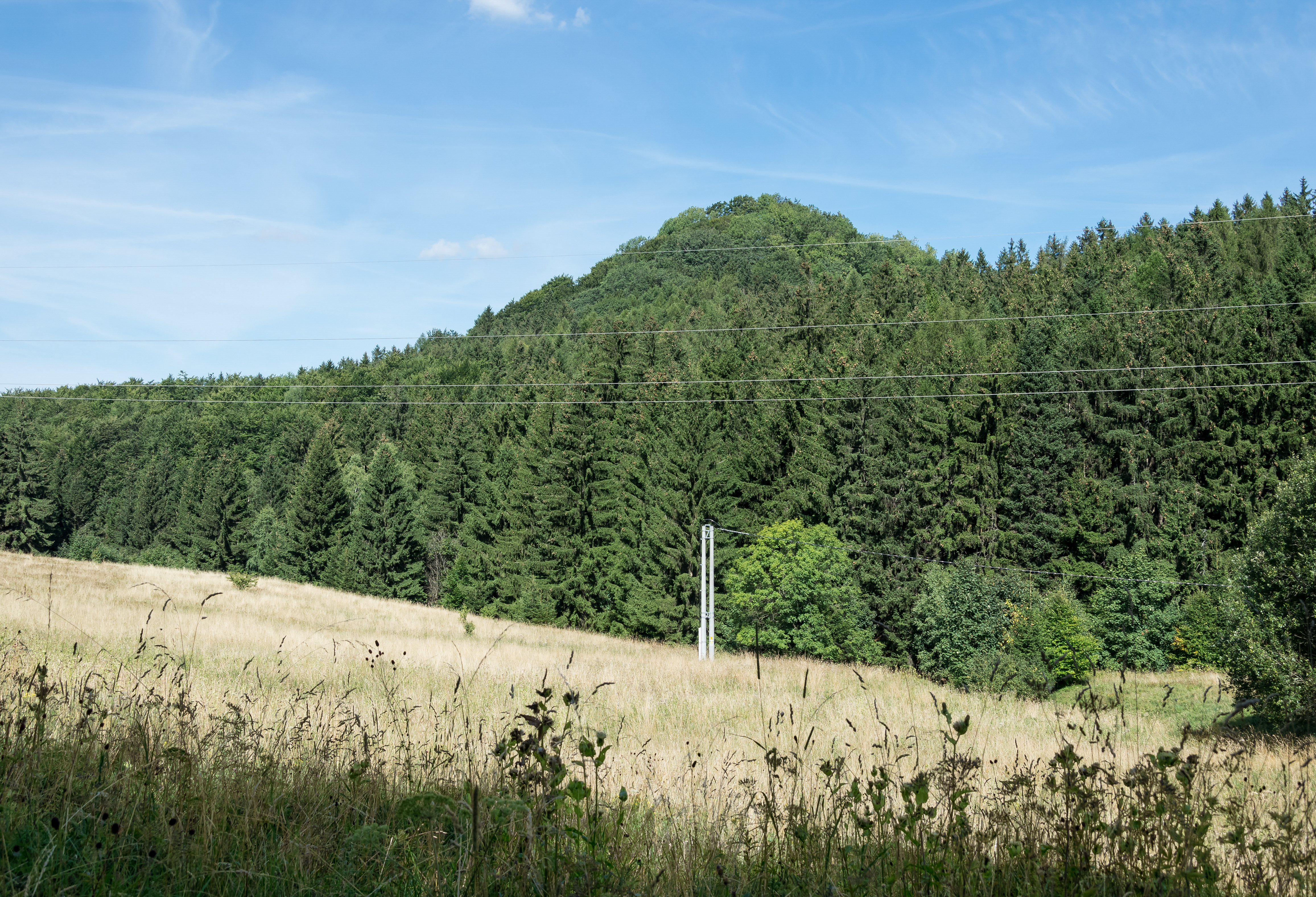
Gomoła we Wzgórzach Lewińskich

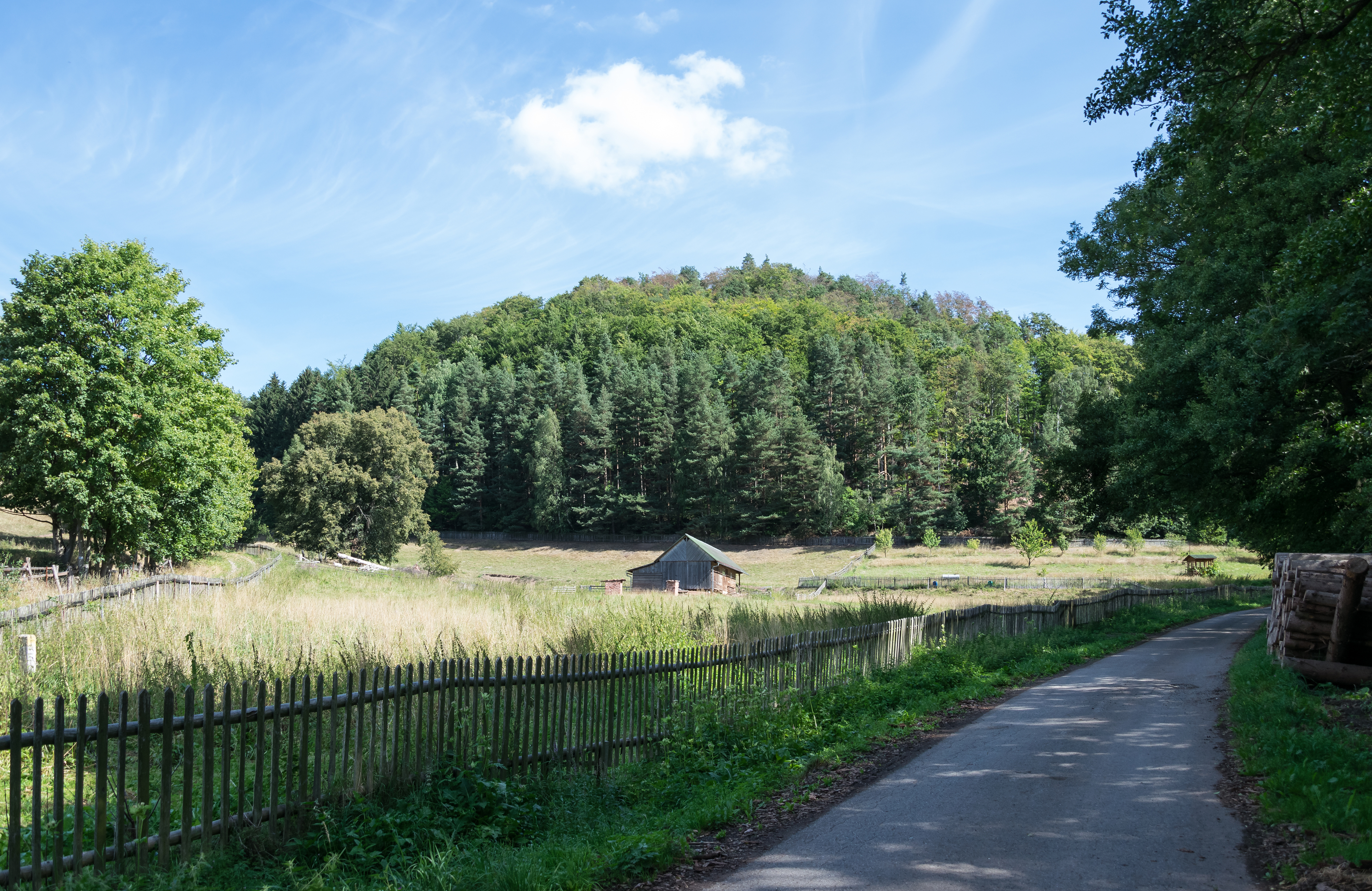
Lewińska Czuba we Wzgórzach Lewińskich

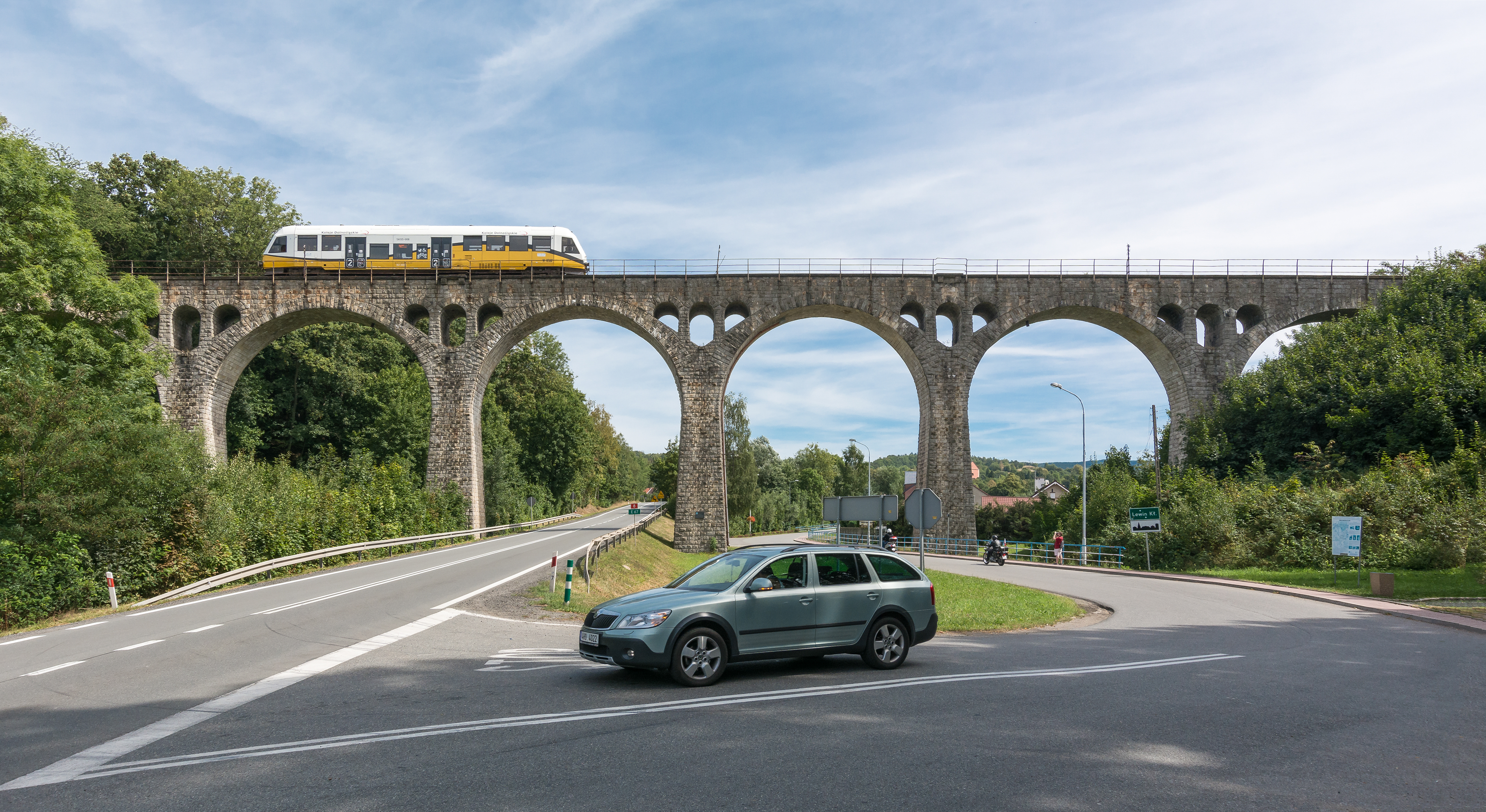
Wiadukt kolejowy w Lewinie Kłodzkim

Wzgórza Lewińskie – małe pasmo górskie w południowo-zachodniej części Sudetów Środkowych w południowo-zachodniej Polsce w województwie dolnośląskim.

## Opis
Wzgórza Lewińskie to niewielkie obszarowo pasmo wzniesień o powierzchni około 40 km², położone pomiędzy Górami Stołowymi na północy a Górami Orlickimi na południu, rozciągające się łukiem na odcinku od Kudowy-Zdroju po rejon Dusznik. Umowną wschodnią granicę stanowi przełęcz Polskie Wrota, zachodnią Obniżenie Kudowy, a na południu Wzgórza sięgają częściowo granicy państwa. Najciekawsza krajobrazowo jest północna część, gdzie na wyrównanej wierzchowinie na bujnych górskich łąkach rosną pojedyncze drzewa i stoją liczne skałki, tworząc krajobraz podobny do sawannowego. Są to dość wysokie wzniesienia – Grodziec znajdujący się między Lewinem a Dusznikami-Zdrojem osiąga 803 m n.p.m. Północno-zachodnią część Wzgórz Lewińskich obejmuje Park Narodowy Gór Stołowych.

### Rzeźba terenu
Cały obszar pasma jest górzysty poprzecinany dolinami potoków z wyraźnie zaznaczonymi wzniesieniami. W zachodniej części Wzgórz wznosi się kilka zalesionych wzniesień z najwyższym Grodczynem (Grodźcem, 803 m n.p.m.), natomiast część północna to Darnkowskie Wzgórza (722 m n.p.m.) mające charakter spłaszczonego grzbietu stromo opadającego do Obniżenia Dusznickiego.
Grodczyn wznoszący się między Lewinem a Dusznikami jest wyższy od najwyższego wzniesienia Gór Bardzkich.

### Budowa geologiczna
Wzgórza Lewińskie zbudowane są z granitoidu kudowskiego pochodzącego z okresu karbonu ery paleozoicznej (sprzed 360–290 mln lat), który otoczony jest łupkami łyszczykowymi, najstarszymi skałami występującymi na tym terenie. Niektóre wychodnie lub odsłonięcia granitoidów kudowskich to Czartowski Kamień oraz usytuowana przy Szosie Stu Zakrętów Czerwona Skałka.

### Krajobraz
Mimo niewielkiej powierzchni krajobraz wzgórz jest bardzo zróżnicowany. Wzgórza przedstawiają krajobraz niskich gór, wyżyn i wysoczyzn silnie rozciętych przez potoki i systemy ich bocznych dolinek. Szczyty są kopulaste z wyraźnym podkreśleniem zboczy. Większość obszaru zajmują łąki i lasy. Krajobraz jest częściowo przeobrażony, pierwotny niskogórski. Charakter krajobrazu w większości został zachowany. Obszar jest średnio zaludniony.

## Klimat
Wzgórza Lewińskie leżą w strefie oddziaływania mas powietrza polarnego, arktycznego, umiarkowanie kontynentalnego, podzwrotnikowego i z wyższych warstw atmosfery. W ciągu roku więcej jest dni pochmurnych niż słonecznych, największe zachmurzenie występuje w okresie jesienno-zimowym, najmniejsze w lecie. Klimat jest zbliżony do klimatu sąsiednich gór. Najkorzystniejsze warunki klimatycznie są u podnóża Gór Stołowych oraz w piętrze do około 400–500 m n.p.m. Średnia temperatura roczna oscyluje w granicach 7 °C. Najcieplejszym miesiącem jest lipiec (średnia temperatura 15,4 °C), najzimniejszym styczeń (średnia temperatura powietrza –3,2 °C). Okres wegetacyjny ma zróżnicowaną długość w zależności od wysokości terenu i regionu i trwa od ok. 27 tygodni w dolinach do ok. 25 tygodni na północnych zboczach szczytowych. Opady roczne w kotlinach wynoszą 800–1000 mm, a na wierzchowinie powyżej 1100 mm. Maksimum opadowe występuje w lipcu, minimum w lutym-marcu, często w grudniu i styczniu. Zima trwa od 1 do 16 tygodni. Dominują wiatry południowo-zachodnie (na wierzchowinie wzrasta udział wiatrów północnych).

## Roślinność i zwierzęta
Wyższe partie Wzgórz Lewińskich porastają lasy świerkowe i świerkowo miejscami z domieszką brzozy, modrzewia i innych gatunków. Świat zwierzęcy nie różni się specjalnie od innych części Sudetów. Z większych zwierząt mają tu swoje siedliska; jeleń, sarna i dzik. Inne ssaki występujące tu, to lis, borsuk, popielica i orzesznica. W zróżnicowanym dla Sudetów, świecie ptaków na terenie wzgórz występuje: jarząbek, sowa włochata, sikora sosnówka, mysikrólik, pliszka górska, rudzik, krzyżodziób świerkowy, kilka gatunków jastrzębi. W pobliżu potoków występuje salamandra plamista, na skałach występuje żmija zygzakowata.
Na terenie wzgórz występują skupiska roślinności górskiej objęte prawną ochroną. Na uwagę zasługują: parzydło leśne, dziewięćsił bezłodygowy, wawrzynek wilczełyko, śnieżyczka przebiśnieg, śnieżyca wiosenna, arnika górska, barwinek pospolity, liczne storczyki (kukułka szerokolistna, podkolan biały, storczyk męski), goryczka orzęsiona, zimowit jesienny, lilia złotogłów. Na łąkach występuje pełnik europejski, zwany tu różą kłodzką (niem. Glatzer Rose) i uważany za symbol ziemi kłodzkiej.

## Wody
Przez wzgórza na linii Karłów – przełęcz Polskie Wrota przebiega granica działu wodnego zlewiska Morza Bałtyckiego i Morza Północnego. Obszar leżący po zachodniej stronie należy do zlewiska Morza Północnego, pozostała część do zlewiska Morza Bałtyckiego. Głównymi rzekami odwadniającymi wzgórza są Klikawa (czes. Klikava, nieraz nazywana Bystra) odwadniająca południowo-zachodnią stronę i Bystrzyca Dusznicka zbierająca wody z północno-wschodniej części. Odwadniające dolinę potoki przebijają się przez wzgórza dolinami do ujść.

## Komunikacja

### Szlak kolejowy
- przez środek pasma prowadzi szlak Kłodzko – Kudowa-Zdrój

### Drogi główne
- droga krajowa nr 8 o statusie międzynarodowym prowadząca do przejścia granicznego Kudowa Słone – Náchod.

### Lokalne
- Kudowa-Zdrój – Duszniki-Zdrój
- Lewin Kłodzki – Taszów
- Kudowa-Zdrój – Brzozowie
- Lewin Kłodzki – Krzyżanów
- Lewin Kłodzki – Jarków

## Miejscowości
Kudowa-Zdrój, Duszniki-Zdrój, Lewin Kłodzki, Jerzykowice Wielkie, Dańczów, Taszów, Kulin.

## Turystyka
Przez wzgórza prowadzą szlaki turystyczne:
- – czerwony z Kudowy-Zdroju do Dusznik-Zdroju
- – niebieski z Przełęczy Lewińskiej do Zamku Homole.
- – niebieski z Kulina do Dańczowa.
- – zielony z Zieleńca do Lisiej Przełęczy

## Ciekawe miejsca i miejscowości
- Kudowa-Zdrój – zespół sanatoryjny z parkiem zdrojowym, wzgórze kapliczne.
- Duszniki-Zdrój – barokowe kamieniczki w rynku, kolumna wotywna w z 1725 r. w rynku, zespół sanatoryjny z parkiem zdrojowym, Wzgórze Rozalii z kaplicą wotywną i pustelnią.
- ruiny Zamku Homole na górze Gomoła.
- Dańczów – drewniana dzwonnica przeciwpożarowa z 1849 r.
- Brzozowie – barokowy kościół św. Piotra i Pawła z 1400 r.
- warownia Dobrosov po czeskiej stronie.
- Kulin – drewniane chaty z XIX wieku.
- Lewin Kłodzki – ul. Lasek Miejski – barokowa kaplica św. J. Nepomucena z I połowy XVIII wieku, Góra Kalwaria z kaplicami z 1894 r., drewniane domy z końca XVIII wieku z ciekawymi portalami.
- Lewin Kłodzki – w rynku kolumna maryjna z 1687 r., kościół św. Michała Archanioła z 1560 r. jako renesansowy w 1697 r. przebudowany na barokowy, kamienny wiadukt kolejowy o wysokości 27 metrów z 1906 r. zbudowany przez inżynierów włoskich.